# Длгоня
Длгоня або Довгоня (словац. Dlhoňa) — село в Словаччині, Свидницькому окрузі Пряшівського краю.
Уперше згадується у 1618 році.
У селі є православна церква святих Апостолів Петра і Павла з 20 століття.

## Географія
Розташоване в північно-східній частині Словаччини в північній частині Низьких Бескидів у долині річки Свидничанки, біля кордону з Польщею. Протікає річка Свидничанка.

## Населення
| Рік:            | 1994. | 2004.   | 2014.   | 2024.    |
| --------------- | ----- | ------- | ------- | -------- |
| Кількість осіб: | 68    | 69      | 75      | 92       |
| Різниця:        |       | +1,47 % | +8,69 % | +22,66 % |

| Рік:            | 2023. | 2024.   |
| --------------- | ----- | ------- |
| Кількість осіб: | 89    | 92      |
| Різниця:        |       | +3,37 % |

У селі проживає 72 осіб.
Національний склад населення (за даними останнього перепису населення — 2001 року):
- словаки — 81,16 %
- русини — 10,14 %
- українці — 5,80 %
- чехи — 1,45 %
- поляки — 5,26 %

Склад населення за приналежністю до релігії станом на 2001 рік:
- православні — 88,41 %,
- римо-католики — 8,70 %,
- греко-католики — 1,45 %,
- не вважають себе віруючими або не належать до жодної вищезгаданої церкви- 1,45 %